# Split (Unix)
L'ordre split és una programa d'Unix, utilitzat per partir un fitxer en un o més trossos de menor grandària. El nom prové de l'anglès on split significa dividir.
Sintaxi: split [paràmetres opcionals] [arxiu d'entrada] [arxiu de sortida]
El comportament per defecte de split és generar fitxers de sortida de fins a 1000 línies. Aquests fitxers es nomenen afegint-li aa, ab, ac, etcètera, a fitxer de sortida; si no es dona el nom del fitxer de sortida, s'usa el nom per defecte de x, resultant en els fitxers xaa, xab, etcètera. Si s'usa un guionet (-) com a fitxer d'entrada, es llegeixen les dades de l'entrada estàndard.
Per unir de nou els fitxers s'usa l'ordre cat.
Altres opcions permeten especificar un màxim de caràcters (en lloc de màxim de línies), una longitud màxima de línia, quants caràcters incrementals han d'anar en els noms dels fitxers, o si s'usaran lletres o dígits.
Split és programari lliure escrit per Torbjorn Granlund i Richard M. Stallman, disponible per defecte en pràcticament tota distribució GNU/Linux gràcies a les coreutils.